# Lombreuil
Lombreuil ist eine französische Gemeinde im Département Loiret in der Region Centre-Val de Loire. Sie gehört zum Arrondissement Montargis und zum Kanton Montargis. Lombreuil hat eine Fläche von 756 Hektar und zählt 304 Einwohner (Stand: 1. Januar 2022), die Lombaires genannt werden.

## Geographie
Die Gemeinde Lombreuil liegt im Zentrum der Landschaft Gâtinais am Fluss Limetin, elf Kilometer südwestlich von Montargis und etwa 54 Kilometer ostnordöstlich von Orléans. Nachbargemeinden von Lombreuil sind Chevillon-sur-Huillard im Norden, Vimory im Osten, Oussoy-en-Gâtinais im Süden sowie Thimory im Westen.

## Bevölkerungsentwicklung
| Jahr                       | 1962 | 1968 | 1975 | 1982 | 1990 | 1999 | 2006 | 2012 | 2022 |
| Einwohner                  | 174  | 176  | 142  | 160  | 199  | 240  | 283  | 302  | 304  |
| Quellen: Cassini und INSEE |      |      |      |      |      |      |      |      |      |

## Sehenswürdigkeiten
- Kirche Saint-Baudèle mit mehreren Statuen, die als Monument historique der beweglichen Objekte klassifiziert sind
- Priorei Notre-Dame-de-Bethléem im alten Schloss von Cepoy